# Sisyrinchium coalitum
Sisyrinchium coalitum är en irisväxtart som beskrevs av Pierfelice Ravenna. Sisyrinchium coalitum ingår i släktet gräsliljor, och familjen irisväxter. Inga underarter finns listade i Catalogue of Life.